# Villarejo (La Rioja)
Villarejo es un municipio de la comunidad autónoma de La Rioja (España) situado a 44 kilómetros de Logroño y 822 metros de altitud. Pertenece a la comarca de Nájera y se ubica en el valle del Río Tuerto (La Rioja), a caballo entre la sierra de la Demanda y la depresión del Ebro. 
El término municipal –de 6,4 kilómetros cuadrados– presenta dos sectores bien diferenciados: el meridional, dominado por los montes de Suso, es montañoso con cotas de hasta 1200 metros y cubierto de bosques; hacia el norte, el terreno va perdiendo altitud, hasta convertirse en un llano salpicado de cerros.
Su población –agrícola con aprovechamientos forestales– ha disminuido a lo largo del último siglo: contaba con 127 habitantes en el año 1900, 163 en 1950, 118 en 1970, 74 en 1981, y 9 en la actualidad.

## Historia
Data la primera cita documental de la villa del año 1311, al concederle un privilegio Fernando IV de León y Castilla, que confirmaría su hijo Alfonso XI de Castilla en la ciudad de Burgos el 10 de junio de 1315. Consistía la prerrogativa en eximir a cuatro vecinos de la localidad del pago de cualquier pecho, servicio real o tributo, excepto la moneda forera que habían de abonar cada siete años.
Pueblo de realengo, en el siglo XVI contaba –según se establece en el censo de la Corona a De Castilla– con 24 vecinos; esto es, 120 habitantes.
Con al división de España en Intendencias realizada en el siglo XVIII quedó asignada a  la intendencia de Burgos, hasta la división de España en provincias  de 1822 y 1833 donde quedaría en provincia de Logroño, al igual que el resto de municipios riojanos.

## Economía
Básicamente agraria, con cultivos de cereal y patata. La reciente construcción de una balsa de enormes proporciones facilita la mejora de las explotaciones.
Extensa masa arbórea, de hayedo y robledal, con aprovechamientos forestales mediante la subasta de sus apreciadas maderas.
Algunos vecinos se desplazan a diario a puestos de trabajo de localidades cercanas.

### Evolución de la deuda viva
El concepto de deuda viva contempla sólo las deudas con cajas y bancos relativas a créditos financieros, valores de renta fija y préstamos o créditos transferidos a terceros, excluyéndose, por tanto, la deuda comercial.
Entre los años 2008 a 2014 este ayuntamiento no ha tenido deuda viva.

## Geografía humana

### Demografía
Cuenta con una población de 27 habitantes (INE 2024).
| Gráfica de evolución demográfica de Villarejo entre 1842 y 2021                                                       |
| |
| Población de derecho según los censos de población del INE. Población de hecho según los censos de población del INE. |

## Administración
| Periodo   | Nombre                    | Partido |
| --------- | ------------------------- | ------- |
| 1979-1983 | Abilio Romero Cañas       | UCD     |
| 1991-1995 | Eugenio García Pablo      | PSOE    |
| 1995-1999 | Ernesto Sierra Palacios   | PSOE    |
| 1999-2003 | Ernesto Sierra Palacios   | PSOE    |
| 2003-2007 | Ernesto Sierra Palacios   | PSOE    |
| 2007-2011 | Ernesto Sierra Palacios   | PSOE    |
| 2011-2015 | Ernesto Sierra Palacios   | PSOE    |
| 2015-2019 | Ernesto Sierra Palacios   | PSOE    |
| 2019-2023 | Carmen Puertas Carrascosa | PSOE    |

## Turismo

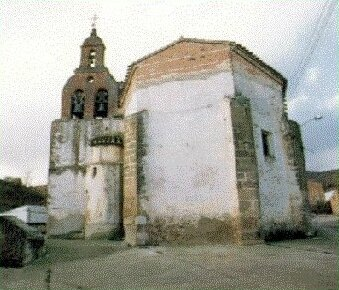
Iglesia parroquial de Nuestra Señora de la Concepción.

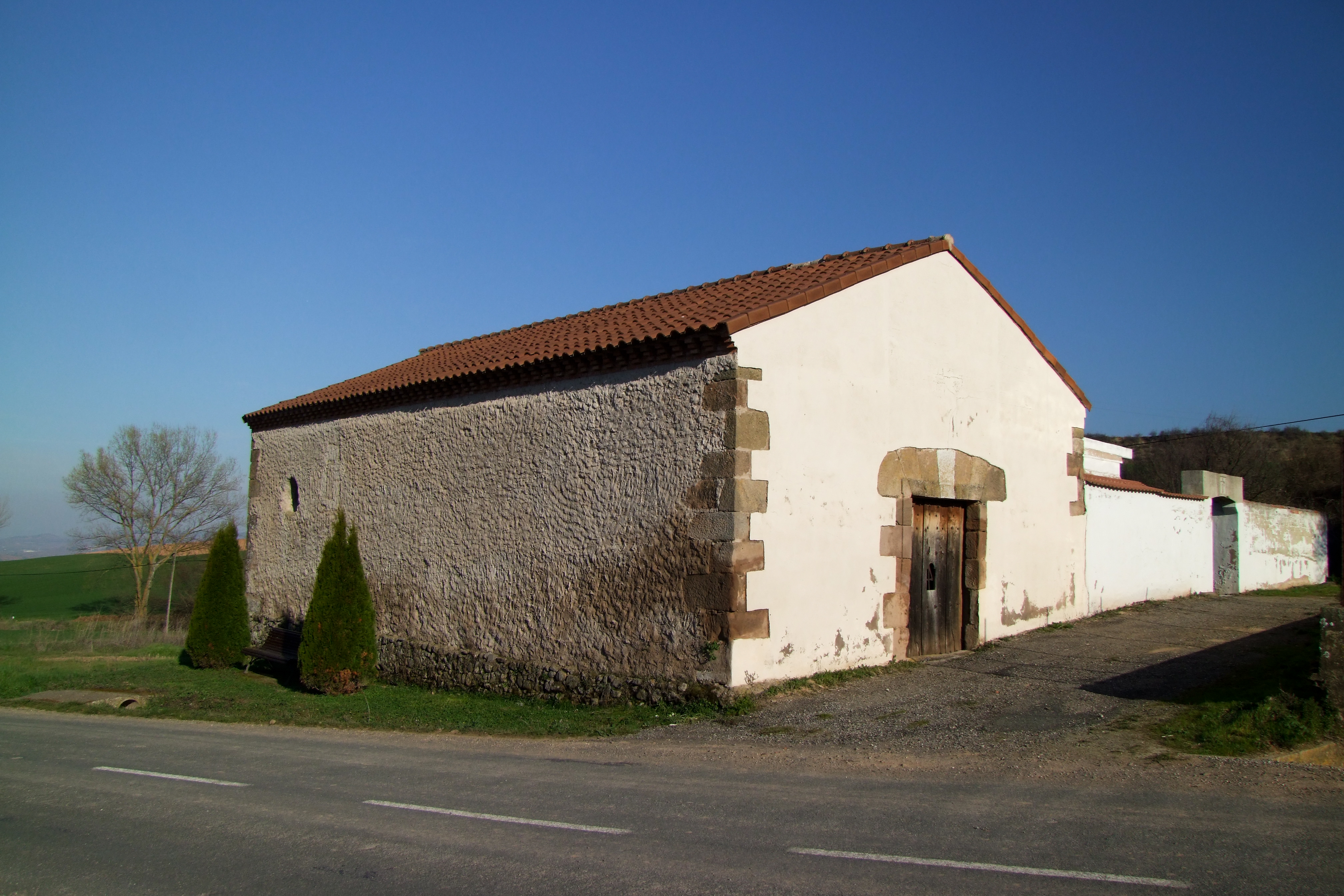
Ermita de Santa Ana.

Buena parte del término, la sureña, ofrece a los paseantes atractivos bosques de haya y de roble, con una fauna asociada numerosa y variada. Así, son frecuentes las observaciones de rana bermeja, salamandra y tritón jaspeado. Abundan también las aves rapaces, milanos y cernícalos, y la vocinglera compañía de reyezuelos, pinzones, petirrojos y chochines.
La presencia de jabalíes, conejos, perdices y, en su época, codornices, mantiene una intensa afición cinegética.
Producción micológica copiosa, que concita la visita de numerosos aficionados. Pueden recolectarse pardillas, amanitas rubescens, boletus edulis, etc.

### Edificios y monumentos

#### Iglesia parroquial de Nuestra Señora de la Concepción
Obra en piedra de sillería, sillarejo y mampostería. Se construyó en diferentes etapas, entre los siglos XVIII y XIX, aprovechando determinados elementos anteriores, como el cuerpo de la torre. Consta de una sola nave, de cuatro tramos, cubierta –al igual que la cabecera, ochavada– con terceletes. En el altar mayor, imagen de la titular. A ambos lados de la nave, altares contemporáneos: en el lado de la Epístola, con imagen de San José con el Niño; en el del Evangelio, con talla de la Virgen del Rosario. Sobre la base de torre, espadaña de tres vanos. Ingreso de medio punto.

#### Ermita de Santa Ana
Próxima al pueblo. Edificio de sillería y sillarejo, con importante añadido de ladrillo.

## Hostelería
Hay una casa rural con varios apartamentos llamado La Peinada

## Fiestas locales
- 26 de julio: Fiestas patronales en honor de Santa Ana, con procesión de la imagen de la Santa hasta su ermita.
- Segundo sábado de septiembre: Fiestas de Gracias.
- Han caído en el olvido:
  - Bendición del cereal para el ganado, que se efectuaba en San Blas
  - Procesión de San Isidro Labrador a la ermita de Santa Ana
  - Romería al Santuario de Tres Fuentes (Valgañón), el 13 de junio, en cumplimiento de un voto local
  - Romería al monasterio de Valvanera
  - Sorteo de novios, que se realizaba el último día de cada año.